# برنت (واشینگتن)
برنت (به انگلیسی: Burnett) یک منطقهٔ مسکونی در ایالات متحده آمریکا است که در شهرستان پیرس، واشینگتن واقع شده‌است.